# FTSE 100

logo

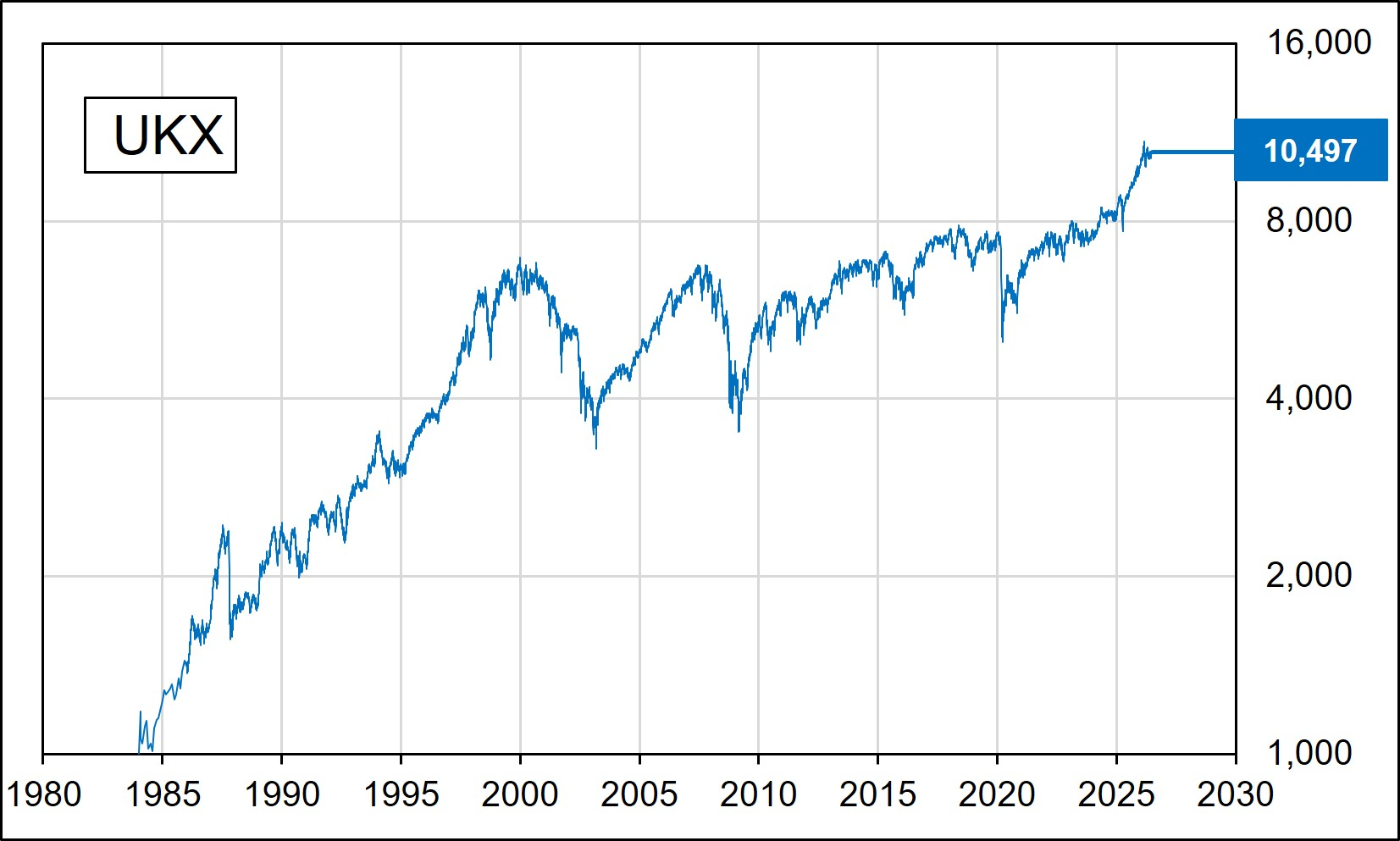
Grafico FTSE 100 index tra gennaio 1984 e giugno 2024

Il FTSE 100 (/ˈfʊtsi/, "footsie") è un indice azionario delle 100 società più capitalizzate quotate al London Stock Exchange. L'indice è quotato dal 3 gennaio 1984 con un livello iniziale di 1000. FTSE è l'acronimo di 'Financial Times Stock Exchange'. L'indice è gestito dal FTSE Group, una società ora indipendente che originariamente era nata come joint venture tra il Financial Times e il London Stock Exchange.
Le 100 società componenti dell'indice rappresentano circa l'80% della capitalizzazione di mercato dell'intero London Stock Exchange. Sebbene l'indice FTSE All-Share sia più completo, l'indice FTSE 100 è di gran lunga il più usato come indicatore del mercato londinese. Altri indici correlati sono il FTSE 250 (che comprende le ulteriori 250 società più grandi dopo le prime 100 del FTSE 100), il FTSE 350 (che è l'aggregazione del FTSE 100 e del FTSE 250), il FTSE SmallCap (piccole imprese) e il FTSE Fledgling. Il FTSE All-Share comprende il FTSE 100, il FTSE 250 e il FTSE SmallCap.
I componenti dell'indice sono stabiliti trimestralmente; le più grandi società dell'indice FTSE 250 sono promosse se la loro capitalizzazione di mercato le colloca tra le prime 90 aziende del FTSE 100. Alla fine del 2006, ad esempio, la soglia per entrare era a 2,9 miliardi di sterline. Al 29 dicembre 2006 le 6 più grandi società che componevano l'indice erano BP, Royal Dutch Shell, HSBC, Vodafone, Royal Bank of Scotland e GlaxoSmithKline, che valevano più di 60 miliardi di sterline ciascuna.

## Lista delle società componenti
Questa lista comprende le 100 società componenti l'indice FTSE 100 al 26 novembre 2013.

Da notare che nell'indice sono presenti 101 azioni in quanto Royal Dutch Shell è rappresentata da 2 diverse classi di azioni.
1. Aberdeen Asset Management
2. Admiral Group
3. Aggreko
4. Amec
5. Anglo American
6. Antofagasta
7. ARM Holdings
8. Associated British Foods
9. AstraZeneca
10. Aviva
11. Babcock International Group
12. BAE Systems
13. Barclays
14. BG Group
15. BHP Billiton
16. BP
17. British American Tobacco
18. British Land Co
19. British Sky Broadcasting Group
20. BT Group
21. Bunzl
22. Burberry Group
23. Capita
24. Carnival Corporation & plc
25. Centrica
26. Coca-Cola HBC
27. Compass Group
28. CRH
29. Croda International
30. Diageo
31. Easyjet
32. Experian
33. Eurasian Natural Resources Corporation
34. Fresnillo
35. G4S
36. GKN
37. GlaxoSmithKline
38. Glencore Xstrata
39. HSBC
40. Hammerson
41. Hargreaves Lansdown
42. IMI
43. ITV
44. Imperial Brands
45. InterContinental Hotels Group
46. International Consolidated Airlines Group
47. Intertek Group
48. Johnson Matthey
49. Kingfisher
50. Land Securities Group
51. Legal & General Group
52. Lloyds Banking Group
53. London Stock Exchange Group
54. Marks & Spencer Group
55. Meggitt
56. Melrose Industries
57. Mondi
58. Morrison Supermarkets
59. National Grid
60. Next
61. Old Mutual
62. Pearson
63. Persimmon plc
64. Petrofac
65. Prudential
66. RSA Insurance Group
67. Randgold Resources
68. Reckitt Benckiser Group
69. Reed Elsevier
70. Resolution
71. Rexam
72. Rio Tinto
73. Rolls-Royce Holdings
74. Royal Bank Of Scotland Group
75. Royal Dutch Shell A
76. Royal Dutch Shell B
77. SABMiller
78. SSE
79. Sage Group
80. Sainsbury's
81. Schroders
82. Severn Trent
83. Shire
84. Smith & Nephew
85. Smiths Group
86. Sports Direct International
87. Standard Chartered
88. Standard Life
89. TUI Travel
90. Tate & Lyle
91. Tesco
92. Travis Perkins
93. Tullow Oil
94. Unilever
95. United Utilities Group
96. Vedanta Resources
97. Vodafone Group
98. WPP
99. Weir Group
100. Whitbread
101. William Hill
102. Wolseley

## Capitalizzazione di mercato
La seguente tabella elenca le 33 società dell'indice FTSE 100 che avevano una capitalizzazione di mercato di più di 10 miliardi di sterline al 31 dicembre 2007.
| Pos | Società                      | Capitalizzazione (£m) |
| --- | ---------------------------- | --------------------- |
| 1   | Royal Dutch Shell            | 134.376,32            |
| 2   | BP                           | 116.722,52            |
| 3   | HSBC                         | 99.573,75             |
| 4   | Vodafone                     | 98.837,71             |
| 5   | GlaxoSmithKline              | 71.305,15             |
| 6   | Rio Tinto Group              | 53.249,29             |
| 7   | Royal Bank of Scotland       | 44.741,32             |
| 8   | Anglo American plc           | 40.826,49             |
| 9   | British American Tobacco     | 40.264,60             |
| 10  | BG Group                     | 38.663,88             |
| 11  | Tesco                        | 37.547,56             |
| 12  | BHP Billiton                 | 35.131,42             |
| 13  | Xstrata                      | 34.494,18             |
| 14  | Barclays plc                 | 32.975,87             |
| 15  | AstraZeneca                  | 32.017,50             |
| 16  | Diageo                       | 28.326,51             |
| 17  | HBOS                         | 27.543,08             |
| 18  | Lloyds TSB                   | 26.574,59             |
| 19  | Standard Chartered Bank      | 25.801,42             |
| 20  | Unilever                     | 24.758,06             |
| 21  | BT Group                     | 22.026,04             |
| 22  | National Grid plc            | 21.690,25             |
| 23  | SABMiller                    | 21.188,52             |
| 24  | Reckitt Benckiser            | 20.852,97             |
| 25  | Imperial Tobacco Group       | 18.381,72             |
| 26  | Prudential Plc               | 17.514,73             |
| 27  | BAE Systems                  | 17.468,18             |
| 28  | Aviva                        | 17.463,78             |
| 29  | Scottish and Southern Energy | 14.021,28             |
| 30  | Centrica                     | 13.165,69             |
| 31  | Cadbury Schweppes            | 13.052,16             |
| 32  | British Sky Broadcasting     | 10.850,10             |
| 33  | Rolls-Royce plc              | 10.468,82             |

Fonte: Lista presa da questa pagina sul sito del London Stock Exchange. Le società che non hanno la quotazione principale sul London Stock Exchange non possono partecipare all'indice FTSE 100 e quindi sono state escluse.